# New York (Rondodasosa)
New York è un singolo del rapper italiano Rondodasosa, pubblicato il 10 marzo 2023.

## Antefatti
Rondodasosa ha avviato delle collaborazioni con altri artisti dell'ambiente musicale newyorkese. Il brano musicale, pertanto, vuole essere un omaggio a questa metropoli americana, luogo in cui si è sviluppata la musica rap a cavallo tra gli anni settanta e ottanta.

## Tracce
1. New York – 3:17